# Mas d'en Ferro
El Mas d'en Ferro és un edifici del municipi de Tossa de Mar (Selva). És una gran masia de planta rectangular, que consta de planta baixa i pis superior. La masia està coberta amb una teulada a dues aigües de vessants a façana i rematada amb un ràfec format per quatre fileres: la primera de rajola plana, la segona de teula, la tercera de rajola plana i la quarta de teula. Forma part de l'Inventari del Patrimoni Arquitectònic de Catalunya.

## Descripció
La planta baixa consta de cinc obertures. D'aquestes cinc destaca per sobre de totes, el gran portal adovellat d'accés d'arc de mig punt amb unes dovelles de grans dimensions molt ben escairades i treballades. Posteriorment el segueix un portal secundari d'accés, de mida menor, d'arc de mig punt rebaixat i amb dovelles de dimensions més contingudes. La que està ubicada a l'altre costat de façana, és a dir a l'extrem dret, és rectangular i està equipada amb llinda monolítica i muntants de pedra. Les dues obertures restants són bastant irrellevants, ja que no han rebut cap tractament singular.
En el primer pis o planta noble trobem cinc obertures. La que està ubicada simètricament sobre el portal, és la més sumptuosa i es tracta d'una finestra d'arc conopial, bastant simple i senzilla, ja que no presenta cap mena de decoració lobulada com tampoc cap mena de treball ornamental en les impostes. Tanmateix està equipada amb muntants de pedra i ampit treballat. Les quatre obertures restants responen a la mateixa tipologia, és a dir quatre finestres rectangulars equipades amb llinda monolítica, muntants de pedra i ampit treballat.
Al centre de la masia trobem un cos erecte de planta circular, que arrenca des del terra arribant fins a la teulada. Aquest cos peculiar fragmenta l'espai físic de la façana en dues parts i en l'actualitat desenvolupa les tasques de barbacoa i xemeneia.
Remarcar la presència de dos elements fonamentals i indissociables del passat històric de la masia, com són: per una banda, immediatament davant de la masia trobem les restes vivents de l'era on es trillaven els cereals. Mentre que per l'altra, a la dreta de la masia trobem una construcció que en l'actualitat actua com a magatzem, però que en temps passats podria haver exercit les tasques de graner. El magatzem actual es pot definir com una construcció de planta quadrada coberta amb una teulada a dues aigües de vessants a laterals. Destaca especialment el portal d'accés, compost amb un gran arc de mig punt en el qual s'ha accentuat la llum (amplada) més que no pas la sageta (alçada).
Pel que fa al tema dels materials, prima per sobre de tot un material com és la pedra. Ara bé, aquesta la trobem present en diverses modalitats. Així en primer lloc trobem els murs, tant de la masia com del magatzem, formats per roques fragmentades i còdols manipulats a cops de martell i lligades amb fang o morter de calç. En segon lloc, tenim la pedra sorrenca localitzada en els muntants de la majoria de finestres. I finalment trobem la pedra monolítica o pedra de Girona focalitzada especialment en les dovelles dels dos portals de la planta baixa.
Dintre de la finca, trobem les restes d'una construcció particular. Es tracta d'una bassa de recollida d'aigües de planta circular i eixidor inferior situat a la vora de la ribera de Tossa, davant el mas d'en Ferro. Està situat en un desnivell que porta cap a la ribera. Les seves mides són, per la part més alta, de 5 metres per 6 de diàmetre, aproximadament. La part posterior té una base de suport i una boca de sortida cap a la ribera feta amb volta de rajola. Està construït de pedra i a la part superior conserva un acabament piramidal de tancament de la bassa. El seu interior està arrebossat i conserva dues peanyes simètriques a mitjana alçada. El seu estat de conservació és pèssim i l'entorn està emboscat i embardissat.

## Història
Aquest mas apareix en la llista de focs remences i en els fogatges posteriors, la qual cosa ens permet assegurar que superarà la crisi de la baixa edat mitjana, i incorporà a més, altres masos veïns com el mas Buada i el mas Bosch de Sant Benet. Posteriorment permutà la meitat del mas Buada per la meitat del mas Soler de Sant Benet. Disposava de quatre jornals de terra situats entre la riera i la carena que el separava del mas Samada. Funcionà com a explotació agrària fins a finals del segle xx, quan la casa fou separada de les terres i convertida en segona residència. Tot i les reformes actuals, s'aprecien les realitzades en el segle xvii. Actualment la casa conserva el seu nom, és a dir mas d'en Ferro.
Contemplant les diverses fotos de finals del segle passat, hem arribat a la conclusió que la masia ha estat objecte d'un procés de restauració i rehabilitació integral. Un procés que hauríem de datar a finals del segle xx. Joan Llinàs i Jordi Merino, en la seva obra d'inventari patrimonial de la Selva de 1998, van considerar que es tractava d'un pou de gel sense coberta. A la part superior conserva un acabament piramidal, cosa que li dona més una aparença de bassa que no pas de pou de gel sense sostre.